# Публиканы
Публика́ны (лат. publicani, единственное число публика́н, лат. publicanus) — в римской финансовой системе частные физические лица, бравшие на откуп у государства его имущество (лат. publicum; земли, пастбища, рудники, соляные варницы), а также государственные доходы (налоги — vectigalia, пошлины — portoria) и общественные подряды на постройки и поставки (в частности, хлеба).

## Общая характеристика
Публиканы составляли особый класс внутри всаднического сословия, которое занималось преимущественно торговыми и финансовыми спекуляциями как в столице, так и в провинциях. Для принятия откупов и подрядов богатые граждане (преимущественно из всадников) соединялись в своего рода акционерные компании (societates publicanorum или vectigalium) и вели дела обществом под руководством главного предпринимателя (лат. manceps). Отдача на откуп или с подряда происходила на форуме по контрактам (лат. tabulae censoriae), в которых магистраты, руководившие торгами, выставляли условия (лат. leges censoriae) сроком обыкновенно на люстр. Торги совершал цензор, который должен был составлять смету, где контракты и условия именуются как censoriae. Взимание сборов и аренды присуждалось той компании, которая давала больше всего (лат. summis pretiis), подряды — той, которая запрашивала меньше всего (лат. infimis pretiis). Общество, получившее аренду или подряд, должно было уплатить казне в первом случае или получить от казны во втором случае установленную в контракте денежную сумму, и затем вести дело на свой страх. Если компания, уплатив сумму, выручала меньше, или, получив сумму, затрачивала больше, это был её убыток; но, на самом деле, всегда было наоборот. При таком порядке государство сберегало расходы по управлению и устраняло сложный вопрос по эксплуатации своего имущества, взиманию доходов и исполнению подрядов. Вся тягота системы ложилась на население и, особенно, на провинции, в которых, главным образом, господствовала откупная система.
Главный предприниматель компании (лат. manceps) был представителем её при совершении сделок, соблюдал её интересы, давал залог; одним словом, являлся ответственным лицом. Ближайшее руководство делом принадлежало ежегодно сменяемому директору компании (лат. magister societatis), а в провинциях — промагистрату. В качестве помощников при откупщиках состоял многочисленный персонал мелких чиновников из несвободнорожденных. Vectigalia (decumae, scripturae) и portoria в одной провинции отдавались оптом одной компании, или же portoria соединялись со scripturae. Смотря по роду откупов, образовывались особые категории откупщиков. Decumani (особенно на Сицилии и в Азии) собирали так называемую десятину (лат. decuma) от продуктов посева. Обыкновенно дело устраивалось таким образом, что откупщик, не дожидаясь времени сбора хлеба и плодов, приблизительно оценивал имеющий быть сбор на основании средних данных за прошлые годы и количества посева, и затем взимал деньгами требуемую десятину. Pecuarii или scriptuarii собирали аренду за пользование государственными пастбищами; portoriorum conductores взимали пошлины за провозные товары или акциз; socii salarii и publicani metallorum собирали аренду — первые за производство соли, вторые за обработку рудников. Принимая на откуп земли, публиканы не были possessores или pastores; они лишь собирали аренду по поручению государства, которое не заключало сделок с действительными арендаторами. Во всех случаях сбора пошлин и налогов публиканы старались только о том, как бы выручить не только уплаченную за откуп сумму, но и барыш; вследствие этого они прибегали к притеснениям и незаконным мерам, находя обыкновенно поддержку в лице наместников (во времена Республики — проквесторов, пропреторов, проконсулов, в Имперскую эпоху — легатов-пропреторов и прокураторов). С расширением римской территории расширились и финансовые операции этого сословия, доведшие провинцию до того плачевного состояния, в котором она находилась накануне принципата. Печальное положение провинций прекрасно обрисовано Марком Туллием Цицероном в его речах, особенно в сказанных по делу Верреса (70 год до н. э.). Вследствие такого положения дел создался могущественный класс капиталистов, имевший громадное политическое значение со времён Гракхов, при которых из этого класса выделилось особое сословие всадников.
Особенно велико влияние публиканов было в судебной сфере в период между 123 и 81 годами до н. э.: наполняя собой списки присяжных, они оправдывали наместников, обвинявшихся в вымогательствах (лат. repetundarum), так как наместники были главными пособниками публиканов в финансовых операциях последних. В I веке до н. э. всадники сыграли видную политическую роль в борьбе с сенатской «партией»; не раз их вмешательство влекло за собой важные акты политической жизни (к примеру, под их влиянием в 66 году до н. э. сенат утвердил Манилиев закон). В эпоху Империи деятельность публиканов значительно сократилась, поскольку система откупов была заменена сбором податей непосредственно через магистратов. За публиканами были сохранены лишь откупы по аренде пастбищ, горных мест (лат. saltus), соляного промысла и рудников, а также по пошлинам, да и то деятельность их подлежала императорскому контролю: для провинций настали лучшие времена. Императоры не раз издавали эдикты, направленные против беззаконий, допускаемых публиканами; так, например, за незаконное взыскание полагался двойной против взысканной суммы штраф, а за применение насилия — четверной.

## Примечание
1. ↑  Секст Помпоний. Дигесты, XXXIX, IV 9 (15).